# Гайстер Арон Ізраїлевич
Арон Ізраїлевич Гайстер (нар. 18 січня 1899, містечко Златопіль Чигириннського повіту Київської губернії, тепер у складі міста Новомиргорода Кіровоградської області — розстріляний 30 жовтня 1937, місто Москва, Російська Федерація) — радянський діяч, заступник голови Держплану СРСР, заступник народного комісара землеробства СРСР. Член Комісії радянського контролю при РНК СРСР у 1934—1937 роках. Доктор економічних наук, академік ВАСГНІЛ (1935).

## Життєпис
Народився в багатодітній єврейській родині ремісника-шкіряника в містечку Златополі Київської губернії (за іншими даними — в місті Бобруйську). У 1916 році закінчив реальне училище в місті Єлисаветграді.
З 1917 по березень 1918 року — студент Психоневрологічного інституту в Петрограді.
Член Єврейської соціал-демократичної робітничої партії Поалей Ціон з 1917 по 1919 рік.
У березні — листопаді 1918 року — член і секретар Комітету по боротьбі із безробіттям у Єлисаветграді. З листопада 1918 по березень 1919 був безробітним у Єлисаветграді.
У березні — серпні 1919 року — політичний працівник у Червоній армії в містах Харкові та Києві.
Член РКП(б) з серпня 1919 року.
У серпні 1919 — лютому 1920 року — завідувач Гомельського губернського відділу соціального забезпечення.
У лютому — травні 1920 року — редактор газети «Полесская правда» в Гомелі.
У травні 1920 — жовтні 1921 року — секретар редакції газети «Труд» у Москві.
З жовтня 1921 по жовтень 1922 року — слухач курсів марксизму при Комуністичній академії в Москві.
У жовтні 1922 — серпні 1925 року — слухач історичного Інституту червоної професури в Москві.
У серпні 1925 — березні 1928 року — науковий співробітник, завідувач кабінету історії, заступник директора Аграрного інституту Комуністичної академії в Москві.
У квітні 1928 — квітні 1930 року — член колегії Центрального статистичного управління СРСР.
У квітні 1930 — березні 1931 року — член колегії Народного комісаріату землеробства СРСР.
Одночасно в 1930—1937 роках — віцепрезидент ВАСГНІЛ.
У березні 1931 — лютому 1934 року — член президії і заступник голови Держплану СРСР, відповідав за сільське господарство.
У березні 1934 — червні 1935 року — член Бюро, керівник групи Народного комісаріату землеробства СРСР і Народного комісаріату радгоспів СРСР Комісії радянського контролю при РНК СРСР. Одночасно викладав у аграрному Інституті червоної професури.
У липні 1935 — червні 1937 року — заступник народного комісара землеробства СРСР. Одночасно в грудні 1935 — червні 1937 року — член та 1-й заступник голови Виставкового комітету Всесоюзної сільськогосподарської виставки.
27 червня 1937 року заарештований органами НКВС. Засуджений Воєнною колегією Верховного суду СРСР 29 жовтня 1937 року до страти, розстріляний наступного дня. Похований на Донському цвинтарі Москви.
12 травня 1956 року реабілітований, 4 вересня 1956 року посмертно відновлений у партії.

## Наукова діяльність
Наукові праці присвячені історії аграрних відносин у дореволюційній Росії. Займався практичними питаннями колективізації сільського господарства, вивчав питання соціальної диференціації сільського населення, проводив аналіз сільськогосподарської статистики. Опублікував понад 50 наукових праць.

### Основні праці
- Сільське господарство капіталістичної Росії [ч. 1]. Москва, 1928.
- Розшарування радянського села. Москва, 1928.
- Досягнення і труднощі колгоспного будівництва. Москва, 1929.
- Сільськогосподарський словник-довідник. Москва, 1934 (головний редактор).